# 김주희 (방송인)
김주희는 대한민국의 방송인이자 뮤지컬 배우이다.

## 경력
그는 2012년에 어린이 프로그램 모여라 딩동댕으로 데뷔하여 현재까지 활동하고 있다.

## 출연작

### 방송
- 2012년 ~ 2018년 (EBS1) 《모여라 딩동댕》 - 꽃남별이, 별이, 올라 역
- 2017년 ~ 현재 (KBS2) 《TV유치원 - 트니트니 지지맨》 - 지지맨 역

### 뮤지컬
- 2012년 《번개맨의 비밀》 - 꽃남별이 역
- 2013년 《번개맨의 비밀2》 - 우리 영웅 번개맨 - 별이 역
- 2014년 《번개맨의 비밀3》 - 스페이스 번개맨 - 별이 역
- 2015년 《번개맨의 비밀4》 - 번개맨과 비밀의 문 - 별이 역

### 연극
- 2011년 《원더풀데이》 - 한대희 역
- 2012년 ~ 2013년 《그남자 그여자》 - 영민 역